# Seznam vratislavských biskupů a arcibiskupů
Toto je seznam biskupů a arcibiskupů vratislavské diecéze (od roku 1929 arcidiecéze).
Od doby Jindřicha I. z Vrbna (1302) do roku 1918 náležel vratislavským biskupům rovněž titul knížete niského.

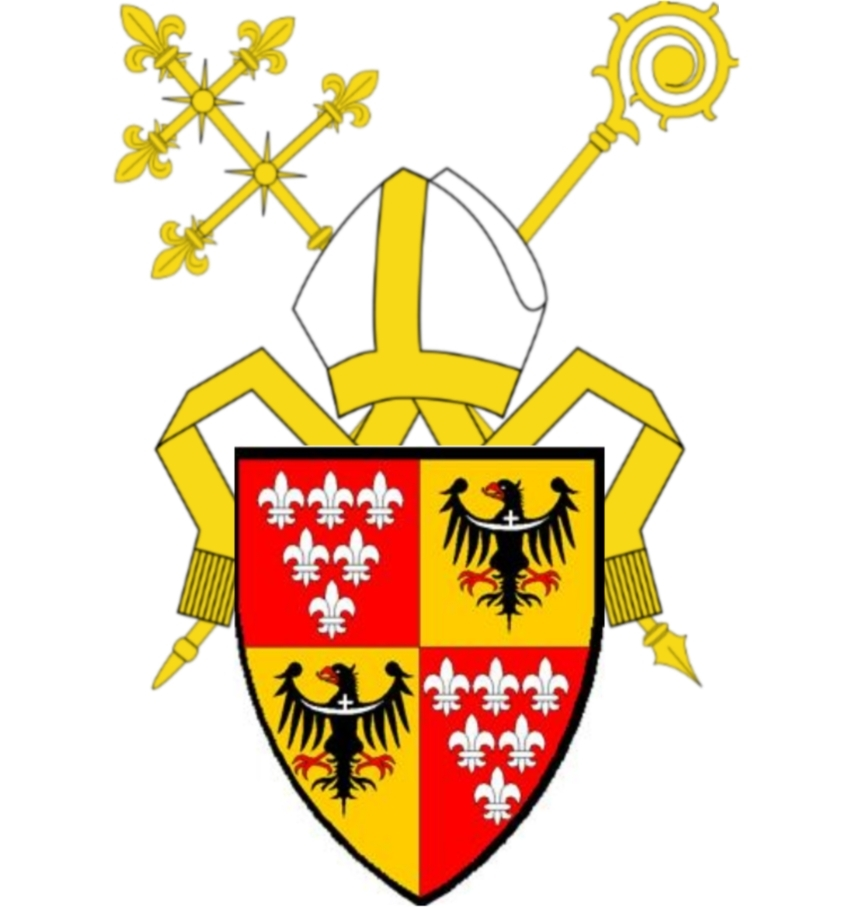
Znak arcibiskupství vratislavského

## Legendární biskupové
- Gottfried I.
- Urban I.
- Lucilus
- Klemens
- Leonard
- Timoteus

## Doba knížecí

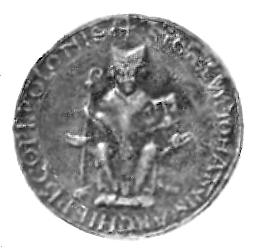
Mince s vyobrazením biskupa Jana II.

- 1000–?? Jan
- 1046/51–1062 Jeroným
- 1063–1072 Jan I.
- 1073–1111 Petr I.
- 1112–1120 Žiroslav I.
- 1120–1126 Heimo
- 1127–1142 Robert I.
- 1142–1146 Robert II.
- 1146–1149 Jan II. Gryfita
- 1149–1169 Walter Zadora
- 1170–1198 Žiroslav II.

## Období přemyslovských a lucemburských králů
- 1198–1201 Jaroslav Opolský
- 1201–1207 Cyprián
- 1207–1232 Vavřinec Doliveta
- 1232–1268 Tomáš I. Kozlowaroga

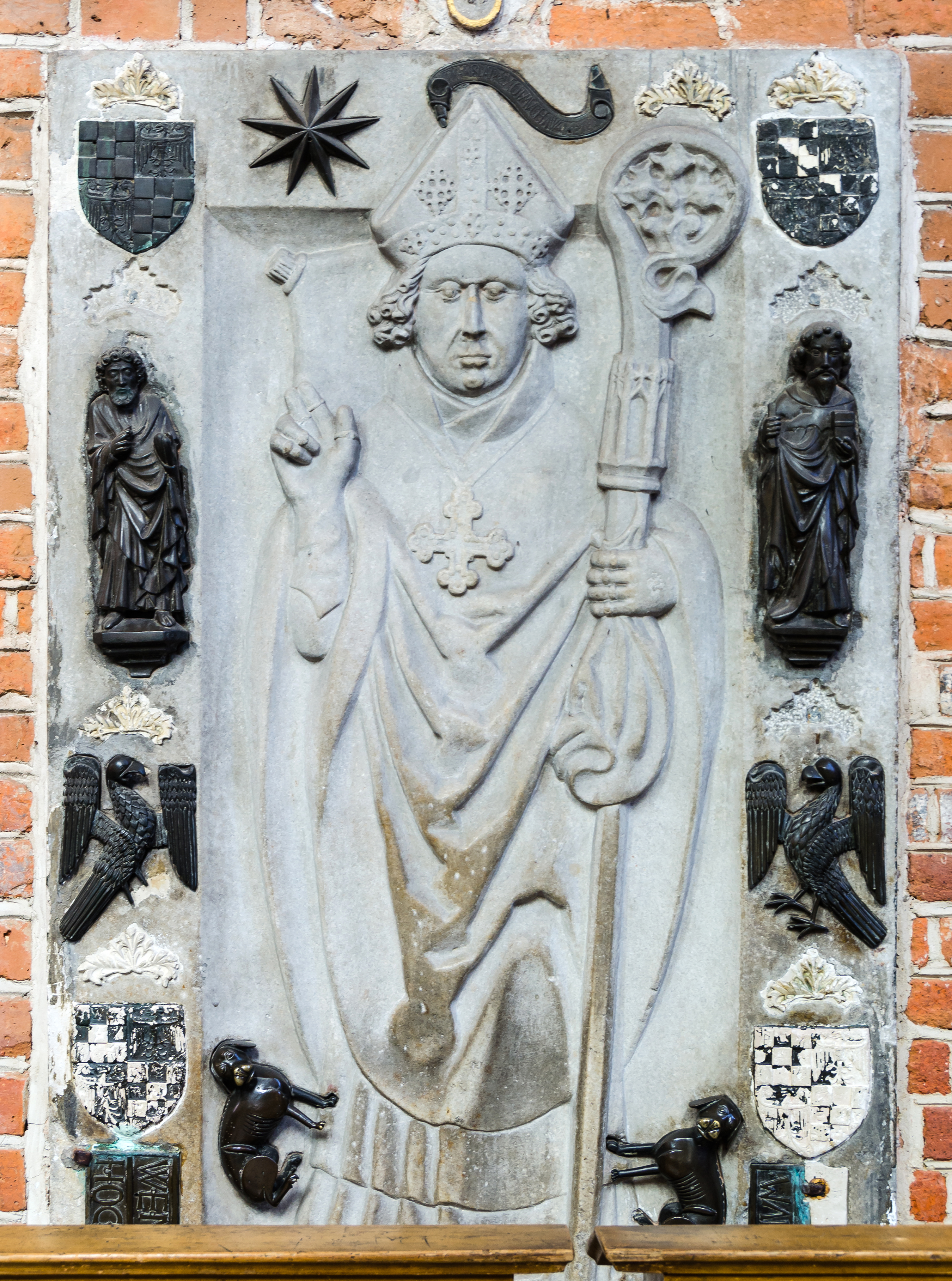
Náhrobek Václava Lehnického

- 1268–1270 Vladislav Vratislavský (administrátor)
- 1270–1292 Tomáš II. Zaremba
- 1292–1301 Jan III. Romka
- 1302–1319 Jindřich I. z Vrbna
- 1319–1326 stolec po dvojí volbě oficiálně neobsazen
  - 1319–1325 Vít z Habdanku (nepotvrzen)
  - 1319–1326 Lutold z Kroměříže (nepotvrzen)
  - 1319–1326 Mikuláš z Banče (administrátor)
- 1326–1341 Nanker z Oxy
- 1341–1376 Přeclav z Pohořelé
- 1376–1382 sedisvakance
  - 1376–(1387) Dětřich z Klatov (nepotvrzen)
  - 1380–1380 Jan ze Středy (zemřel před nastoupením)
  - 1381–1382 Václav Lehnický (administrátor)
- 1382–1417 Václav Lehnický
- 1417–1447 Konrád Olešnický

## Doba Jiřího z Poděbrad, Jagelonců a prvních Habsburků
- 1447–1456 Petr II. Novák
- 1456–1467 Jošt II. z Rožmberka
- 1468–1482 Rudolf z Rüdesheimu
- 1482–1506 Jan IV. Roth
- 1506–1520 Jan V. Thurzo
- 1520–1538 Jakub ze Salzy

## Habsburské období (až do oddělení Slezska od českých zemí)
- 1540–1562 Baltazar z Promnic
- 1562–1574 Kašpar z Logau
- 1574–1585 Martin Gerstmann
- 1585–1596 Ondřej Jerin

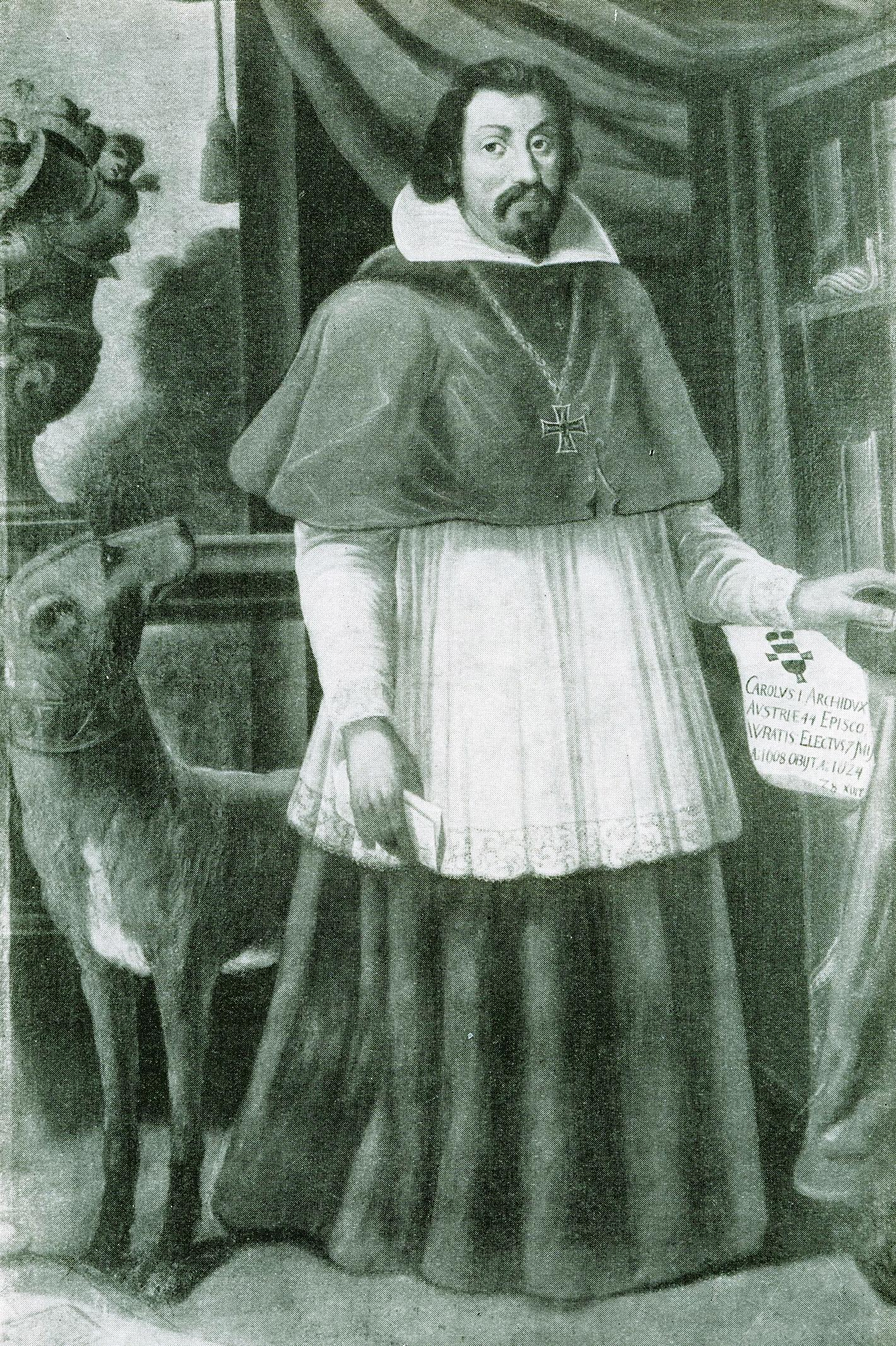
Karel Habsburský

- 1596–1599 Bonaventura Hahn (volba zrušena)
- 1599–1600 Pavel Albert (zemřel před svěcením)
- 1600–1608 Jan VI. ze Žiče
- 1608–1624 Karel Habsburský
- 1625–1655 Karel Ferdinand Vasa
- 1656–1662 Leopold I. Vilém
- 1663–1664 Karel Josef Habsburský
- 1665–1671 Šebastián z Rostocku
- 1671–1682 Fridrich Hesensko-Darmstadtský, kardinál
- 1683–1732 František Ludvík Neuburský

## Pod nadvládou Pruska

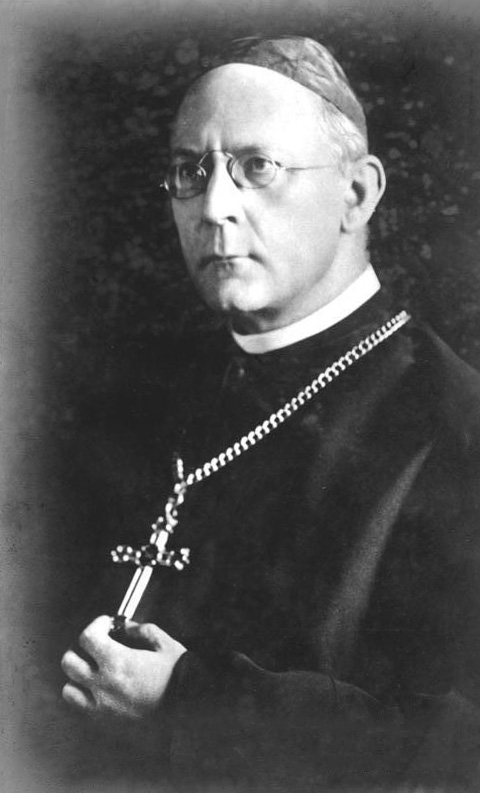
Kardinál Adolf Bertram

- 1732–1747 Filip Ludvík ze Sinzendorfu, kardinál
- 1747–1795 Filip Gotthard Schaffgotsch
  - 1757–1781 Jan Mořic Strachwitz, správce pruské části diecéze, od r. 1761 světící biskup.
  - 1781–1795 Antonín Ferdinand Rothkirch, správce pruské části diecéze, od r. 1781 světící biskup.
- 1795–1817 Josef Kristián Hohenlohe
- 1824–1832 Emanuel von Schimonsky, 1817–1824 kapitulní vikář a administrátor diecéze
- 1836–1840 Leopold hrabě Sedlnický, 1832–1836 kapitulní vikář
- 1843–1844 Josef Knauer, 1840–1843 kapitulní vikář
  - 1844–1845 Daniel Latussek, kapitulní vikář,od r. 1838 světící biskup.
- 1845–1853 Melchior von Diepenbrock
- 1853–1881 Jindřich II. Förster
  - 1881–1882 Hermann Gleich, kapitulní vikář,od r. 1875 světící biskup.
- 1882–1886 Robert III. Herzog
- 1887–1914 Georg von Kopp, kardinál
- 1914–1945 Adolf Bertram, od roku 1929 arcibiskup, kardinál
- 1945 (16. července – 31. srpna) Ferdinand Piontek, kapitulní vikář

## Po druhé světové válce

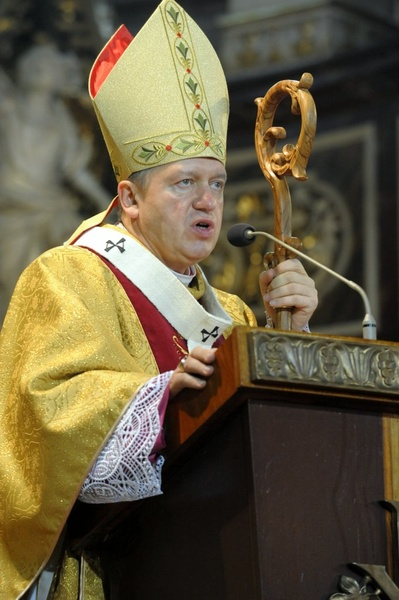
Současný vratislavský arcibiskup Józef Kupny

- 1945–1951 Karol Milik, apoštolský administrátor
- 1951–1956 Kazimierz Lagosz, kapitulní vikář
- 1956–1972 Bolesław Kominek, kardinál
- 1974–1976 Wincenty Urban, kapitulní vikář
- 1976–2004 Henryk Gulbinowicz, kardinál
- 2004–2013 Marian Gołębiewski
- 2013– Józef Kupny